# Blue Stars St. Gallen
Blue Stars St. Gallen war ein Schweizer Fussballverein.
Die Blue Stars nahmen ab der Saison 1901/02 am Spielbetrieb der Meisterschaft teil. Sie konnten keine wichtigen Erfolge erreichen und landeten immer hinter dem Lokalrivalen FC St. Gallen. Die letzte Teilnahme war 1906/07. Der Verein dürfte um den Ersten Weltkrieg herum aufgelöst worden sein.
Die Blue Stars galten als Verein der obersten Schicht St. Gallens. Es galten strenge Aufnahmeregelungen und angeblich wurde im Verein Englisch gesprochen. Der auch der Oberschicht gehörende FC St. Gallen galt hier als moderater, während Brühl der Unterschicht gehörte und dort jeder Mitglied werden konnte.